# Comité national de sécurité (Irlande)
Pour les articles homonymes, voir Conseil de sécurité nationale et NSC.

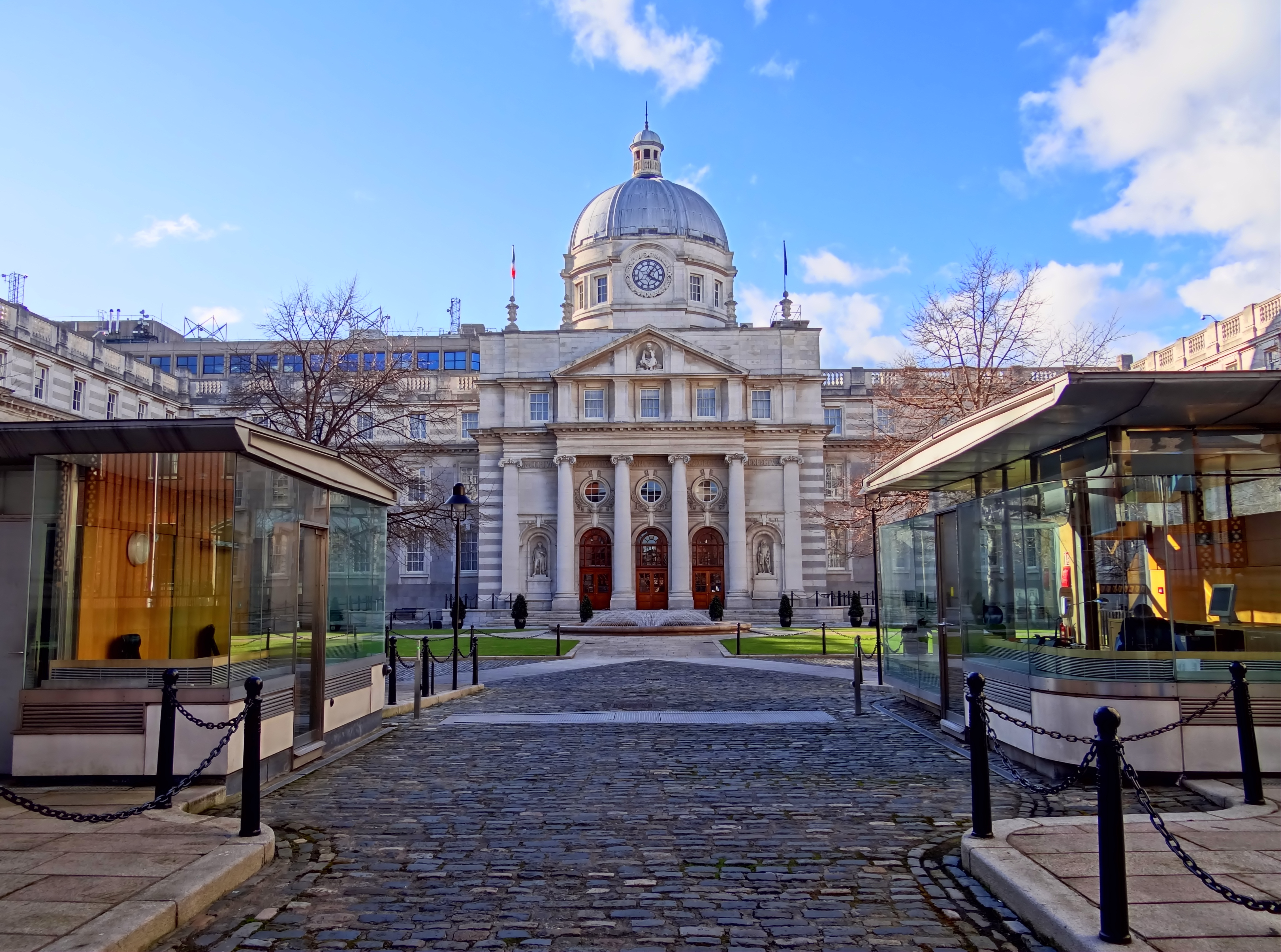
Le Conseil national de sécurité se réunit au bâtiment du Gouvernement à Dublin

Le Comité national de sécurité (CNS) d'Irlande est un comité interministériel secret chargé de veiller à ce que le Taoiseach (premier ministre d'Irlande) et le gouvernement de l'Irlande soient tenus au courant des questions de sécurité nationale, de renseignement et de défense, et la réponse de l'état à ces questions,.
Le Comité national de sécurité est présidé par le secrétaire général du gouvernement/secrétariat général irlandais au département du Taoiseach (en), et comprend le commissaire (en) de la Garda Síochána, le secrétaire général du département de la Justice et de l'Égalité (en), le secrétaire général (en) des Forces de Défense, le secrétaire général du département de la Défense, et le secrétaire général du département des Affaires étrangères et du Commerce,. Les Commissaires du Revenu (en), le département des Communications, de l'Énergie et des Ressources naturelles (en) et le département du Transport, du Tourisme et du Sport (en) a aussi des rôles de renseignement, mais ne sont pas membres à part entière du CNS.
Le CNS se réunit sur une base programmée régulière et se tient en outre au besoin. Le bureau du Taoiseach est chargé de convoquer les réunions du CNS. Il a été créé en 1974, chargé de conseiller le Taoiseach et le cabinet sur des questions de sécurité de haut-niveau. Le Comité reçoit les évaluations de la menace de la part du commissaire de la Garda et du secrétaire général, et examine la situation générale de la sécurité dans le milieu national et international. Le ministre de la Défense reçoit mensuellement des briefings sur le renseignement, la sécurité d'état et la défense du directeur des renseignements militaires.

## Membres
| Structure du Comité national de sécurité irlandais | Structure du Comité national de sécurité irlandais |
| -------------------------------------------------- | --- |
| Président                                          | Secrétaire général du gouvernement d'Irlande |
| Participants statutaires                           | Secrétaire général du département de la Justice et de l'Égalité (en) Commissaire (en) de la Garda Síochána Secrétaire général du département de la Défense secrétaire général (en) des Forces de Défense Secrétaire général du département des Affaires étrangères et du Commerce |
| Conseiller en renseignement                        | Directeur des Renseignements militaires (en) |
| Participants réguliers                             | Commissaire du Revenu (en) département des Communications, de l'Énergie et des Ressources naturelles (en) département du Transport, du Tourisme et du Sport (en) |

## Niveau de menace terroriste
Les membres du Conseil national de sécurité délibèrent sur le niveau de menace terroriste international de la république d'Irlande. Trois niveaux sont utilisés pour classifier la menace internationale d'attaque terroriste contre l'Irlande; faible, modéré et élevé. Les gradations sont basées sur une série de facteurs, incluant les informations fournies par les autorités internationales. L'actuel niveau est considéré comme étant modéré, signifiant qu'une attaque est « possible mais pas probable. » Le niveau de menace terroriste international a été porté de faible à modéré à la suite des attentats de janvier 2015 en France.

## Comité de sécurité de l'aviation civile nationale
Le Comité de sécurité de l'aviation civile nationale (CSACN) est un comité permanent créé en 1974. L'objectif du CSACN est de conseiller le gouvernement irlandais et l'industrie de l'aviation civile sur la politique de sécurité pour l'aviation civile, de conseiller et de révise les mesures de sécurité dans les aéroports et de coordonner les divers intérêts en jeu. Le Conseil de sécurité de l'aviation civile nationale se réunit au moins deux fois par an. Le CSACN comprend les hauts représentants du département du gouvernement, des aéroports irlandais, des compagnies aériennes irlandaises, de la Garda Síochána, des Forces de Défense, de l'An Post, des douanes et des impôts (Revenu), de l'Autorité de l'aviation irlandaise (en) (AAI), et de l'Association des pilotes de ligne irlandais (APLI). Le comité fut créé sous le Programme de sécurité de l'aviation civile nationale (PSACN) qui est classé secret pour des raisons de sécurité, et par conséquent, les délibérations du comité sont confidentielles.